# Літо Сангайле
Літо Сангайле (лит. Sangailės vasara) — литовський драматичний фільм, знятий Аланте Каваїте. Світова прем'єра стрічки відбулась 22 січня 2015 року на кінофестивалі «Санденс», де вона отримала режисерську нагороду. Фільм був висунутий Литвою на премію «Оскар-2016» у номінації «найкращий фільм іноземною мовою».

## У ролях
- Айсте Дірзіуте — Аусте
- Юлія Степонайтуте — Сангайле
- Юрате Содайте — мати Сангайле
- Мартінас Будрайтіс — батько Сангайле
- Нелє Савиченко

## Визнання
| Нагороди та номінації фільму «Літо Сангайле» | Нагороди та номінації фільму «Літо Сангайле»         | Нагороди та номінації фільму «Літо Сангайле»     | Нагороди та номінації фільму «Літо Сангайле» | Нагороди та номінації фільму «Літо Сангайле» | Нагороди та номінації фільму «Літо Сангайле» |
| Рік                                          | Нагорода                                             | Категорія                                        | Номінант                                     | Результат                                    |                                              |
| -------------------------------------------- | ---------------------------------------------------- | ------------------------------------------------ | -------------------------------------------- | -------------------------------------------- | -------------------------------------------- |
| 2015                                         | Кінофестиваль «Санденс»                              | Найкращий режисер («Світове кіно» — Драма)       | Аланте Каваїте                               | Перемога                                     |                                              |
| 2015                                         | Кінофестиваль «Санденс»                              | Ґран-прі («Світове кіно» — Драма)                | «Літо Сангайле»                              | Номінація                                    |                                              |
| 2015                                         | Міжнародний кінофестиваль в Афінах                   | «Золоті Афіни» за найкращого режисера            | Аланте Каваїте                               | Перемога                                     |                                              |
| 2015                                         | Міжнародний кінофестиваль в Афінах                   | «Золоті Афіни» за найкращий фільм                | «Літо Сангайле»                              | Номінація                                    |                                              |
| 2015                                         | Ливоська кінопремія                                  | Найкращий фільм                                  | «Літо Сангайле»                              | Перемога                                     |                                              |
| 2015                                         | Ливоська кінопремія                                  | Найкращий режисер                                | Аланте Каваїте                               | Номінація                                    |                                              |
| 2015                                         | Ливоська кінопремія                                  | Найкраща жіноча роль                             | Юлія Степонайтуте                            | Перемога                                     |                                              |
| 2015                                         | Ливоська кінопремія                                  | Найкраща жіноча роль                             | Айсте Дірзіуте                               | Номінація                                    |                                              |
| 2015                                         | Ливоська кінопремія                                  | Найкраще індивідуальне досягнення (за декорації) | Рамунас Растаускас                           | Перемога                                     |                                              |
| 2015                                         | Ливоська кінопремія                                  | Найкраща операторська робота                     | Домінік Колін                                | Номінація                                    |                                              |
| 2015                                         | 45-й Київський міжнародний кінофестиваль «Молодість» | «Сонячний зайчик»                                | «Літо Сангайле»                              | спеціальний диплом                           |                                              |